# LHS 1140b
LHS 1140b är en superjord exoplanet som kretsar runt en röd dvärg, 40 ljusår från jorden i stjärnbilden Valfisken. LHS 1140b upptäcktes 2017 av MEarth Project. Planeten har ungefär 7 jordmassor, och har en densitet på 12,5 g/cm3. LHS 1140b befinner sig i den beboeliga zonen av sitt solsystem, och har en jämvikts temperatur på -43˚ Celsius.   